# カー・ウォッシュ
『 カー・ウォッシュ 』 （ 英： Car Wash ）は、1976年に製作されたアメリカ映画。マイケル・シュルツ監督。 
ロサンゼルスの洗車場『デラックス・カー・ウォッシュ』での一日を描いたコメディ映画。
1977年、第30回カンヌ国際映画祭コンペティション部門出品作品。

## キャスト
カッコ内は日本語版声優（TBS版）
- ダディ・リッチ：リチャード・プライヤー（江原正士）
- ロニー：アイヴァン・ディクソン（山野史人）
- レオン"ミスターB"：サリー・ボイヤー（伊井篤史）
- ヒッポ：ジェームズ・スピンクス（島香裕）
- T・C：フランクリン・アジャイ（曽我部和行）
- デュエイン・アブドゥラ：ビル・デューク（鹿島信哉）
- チェコ：ペペ・セルナ（小室正幸）
- チャーリー：アーサー・フレンチ
- グッディ：ヘンリー・キンジ
- ジェロニモ：レイ・ヴィット
- スクラッグズ：ジャック・キホー
- スライ：ギャレット・モリス（牛山茂）
- リンディ：アントニオ・ファーガス（石森達幸）
- フロイド：ダロー・アイガス（堀内賢雄）
- ロイド：ドウェイン・ジェシー（吉村よう）
- ジョー：ダニー・デヴィート
- ポインター・シスターズ

## 受賞
- グラミー賞 映画・テレビサウンドトラック部門（ノーマン・ホイットフィールド）